# The District – Einsatz in Washington
The District – Einsatz in Washington ist eine US-amerikanische Krimiserie, die von 2000 bis 2004 vom amerikanischen Sender CBS produziert wurde. Hauptdarsteller ist Craig T. Nelson in der Rolle des ebenso charismatischen wie unkonventionellen Washingtoner Polizeichefs Jack Mannion.
In Deutschland wurde die erste Staffel der Serie seit September 2001 mehrfach in unregelmäßigen Abständen bei VOX ausgestrahlt. Des Weiteren wurden bis Mitte 2008 alle vier Staffeln gesendet.

## Handlung
Washington, D.C. steckt in der Krise: Die Hauptstadt der Vereinigten Staaten wird mehr und mehr zur Hauptstadt des Verbrechens. Die Kriminalstatistik steigt dauernd, die Aufklärungsquote ist katastrophal, und da der Stadt nicht die vollen Rechte im Kongress gewährt werden, sind Bürgermeister Ethan Baker in vielerlei Hinsicht die Hände gebunden.
In dieser Situation hat Vizebürgermeisterin Mitchell die rettende Idee: sie holt den unkonventionellen Polizisten Jack Mannion als neuen „Chief“ in die Hauptstadt. Er behauptet, die Kriminalitätsrate in jeder Stadt um die Hälfte senken zu können und macht sich mit seinem Pressesprecher und Vertrauten Nick Pierce sogleich an die Arbeit: voller Tatendrang und immer mit einem passenden Filmzitat auf den Lippen krempelt er die Polizei um, wobei er manchen, vor allem seinem Deputy Chief, Joe Noland, auf die Füße tritt …

## Hintergrund
- Das Konzept der Serie beruht lose auf den Erfahrungen des ehemaligen Deputy Chiefs des NYPD, Jack Maple. Dieser hatte zusammen mit dem damaligen Polizeichef Bill Bratton die New Yorker Polizei reorganisiert – dazu gehörte ab 1994 auch das CompStat Programm (comparative statistics) zur vergleichenden Datenerhebung, wie es im Film ähnlich dargestellt wird, und auch in der Realität von anderen amerikanischen Städten adaptiert wurde. Jack Maple selbst hat jedoch nach dem Erfolg im Polizeidienst die Erfahrungen in verschiedener Form begonnen zu publizieren, so schrieb er mit Chris Mitchell ein Buch („The Crime Fighter“ erschienen 2000) und erarbeitete mit Terry George das Konzept der vorliegenden TV-Serie. Ein größerer Anteil am Drehbuch blieb ihm verwehrt – er starb am 4. August 2001 an Blinddarmkrebs.
- Gedreht wurde The District in Los Angeles, nur die Zwischenspieler und einige wenige Außenaufnahmen wurden in Washington gedreht.
- Schauspielerin Lynne Thigpen, die als Ella Farmer die weibliche Hauptrolle der Serie verkörperte, starb völlig unerwartet am 12. März 2003 im Alter von nur 54 Jahren an einer Hirnblutung. Sie litt zwar zuvor über mehrere Tage hinweg an Kopfschmerzen, schenkte dem jedoch kaum Beachtung, da sie nie ernsthaft krank war. Die Macher von The District ließen ihre Figur in der Serie daraufhin ebenfalls einen überraschenden Tod sterben.

## Auszeichnungen
The District war für eine Vielzahl von Fernsehpreisen, darunter Emmy und Golden Satellite Award nominiert, konnte aber nie eine Auszeichnung tatsächlich gewinnen.